# Seconda declinazione del greco antico
La seconda declinazione del greco antico è una declinazione prevalentemente formata da nomi maschili e neutri.
La vocale tematica è la -ο-, che unisce il tema alle desinenze.

## Tabella delle terminazioni
Maschile e femminile
|            | Singolare | Duale | Plurale |
| ---------- | --------- | ----- | ------- |
| Nominativo | -ος       | -ω    | -οι     |
| Genitivo   | -ου       | -οιν  | -ων     |
| Dativo     | -ῳ        | -οιν  | -οις    |
| Accusativo | -ον       | -ω    | -ους    |
| Vocativo   | -ε        | -ω    | -οι     |

Neutro
|            | Singolare | Duale | Plurale |
| ---------- | --------- | ----- | ------- |
| Nominativo | -ον       | -ω    | -α      |
| Genitivo   | -ου       | -οιν  | -ων     |
| Dativo     | -ῳ        | -οιν  | -οις    |
| Accusativo | -ον       | -ω    | -α      |
| Vocativo   | -ον       | -ω    | -α      |

## Accentazione
L'accento tende a rimanere nella posizione in cui si trova al caso nominativo e accusativo nel rispetto delle leggi dell'accentazione. Il dittongo οι viene considerato breve per sinizesi. I nomi ossitoni, vale a dire quelli con accento sull'ultima sillaba, diventano perispòmeni, cioè con l'accento circonflesso sull'ultima sillaba, al genitivo e al dativo di tutti i numeri. Se l'ultima sillaba è lunga, i nomi properispòmeni (cioè con l'accento circonflesso sulla penultima sillaba) e proparossìtoni (cioè con l'accento sulla terzultima sillaba), si trasformano in parossìtoni (ossia con l'accento acuto sulla penultima sillaba).

## Nomi maschili e femminili
I nomi maschili e femminili della seconda declinazione seguono le uscite sopra elencate. 
Qui di séguito la declinazione del sostantivo maschile ἄνθρωπος, -ου, "essere umano, uomo" e del femminile, con accento sull'ultima sillaba, ὁδός, -οῦ, "strada":
- Il sostantivo maschile θεός, -οῦ, "dio", che presenta il vocativo singolare identico al nominativo.
- Il sostantivo maschile ἀδελφός, -οῦ, "fratello", che al vocativo singolare presenta l'accento ritratto, con esito ἄδελφε.

|            | Singolare    | Duale          | Plurale        |
| ---------- | ------------ | -------------- | -------------- |
| Nominativo | ὁ ἄνθρωπος   | τὼ ἀνθρώπω     | οἱ ἄνθρωποι    |
| Genitivo   | τοῦ ἀνθρώπου | τοῖν ἀνθρώποιν | τῶν ἀνθρώπων   |
| Dativo     | τῷ ἀνθρώπῳ   | τοῖν ἀνθρώποιν | τοῖς ἀνθρώποις |
| Accusativo | τὸν ἄνθρωπον | τὼ ἀνθρώπω     | τoὺς ἀνθρώπους |
| Vocativo   | ὦ ἄνθρωπε    | ὦ ἀνθρώπω      | ὦ ἄνθρωποι     |

|            | Singolare | Duale             | Plurale    |
| ---------- | --------- | ----------------- | ---------- |
| Nominativo | ἡ ὁδός    | τὼ (τὰ) ὁδώ       | αἱ ὁδοί    |
| Genitivo   | τῆς ὁδοῦ  | τοῖν (ταῖν) ὁδοῖν | τῶν ὁδῶν   |
| Dativo     | τῇ ὁδῷ    | τοῖν (ταῖν) ὁδοῖν | ταῖς ὁδοῖς |
| Accusativo | τὴν ὁδόν  | τὼ (τὰ) ὁδώ       | τὰς ὁδούς  |
| Vocativo   | ὦ ὁδέ     | ὦ ὁδώ             | ὦ ὁδοί     |

## Nomi neutri
I nomi neutri, ai casi retti (nominativo, accusativo, vocativo), sono identici, mentre ai casi obliqui presentano le medesime uscite dei nomi maschili e femminili. Sotto, la declinazione del sostantivo φάρμακον, -ου, "veleno/medicina":
|            | Singolare    | Duale          | Plurale        |
| ---------- | ------------ | -------------- | -------------- |
| Nominativo | τὸ φάρμακον  | τὼ φαρμάκω     | τὰ φάρμακα     |
| Genitivo   | τοῦ φαρμάκου | τοῖν φαρμάκοιν | τῶν φαρμάκων   |
| Dativo     | τῷ φαρμάκῳ   | τοῖν φαρμάκοιν | τοῖς φαρμάκοις |
| Accusativo | τὸ φάρμακον  | τὼ φαρμάκω     | τὰ φάρμακα     |
| Vocativo   | ὦ φάρμακον   | ὦ φαρμάκω      | ὦ φάρμακα      |

## Seconda declinazione contratta
La seconda declinazione contratta è caratteristica di pochi sostantivi maschili e neutri. Alcuni esempi sono il maschile νοῦς, νοῦ, "ingegno, spirito" e il neutro ὀστοῦν, -οῦ, "osso". Da notare l'accentazione irregolare dei casi retti del duale: poiché l'accento prima della contrazione si trova sulla prima vocale, ci si aspetterebbe che la vocale contratta risultante porti l'accento circonflesso, cioè una parola perispomena, ma invece porta l'accento acuto (o grave, a seconda del contesto), ed è cioè ossitono. Probabilmente questa irregolarità deriva da analogia con altri sostantivi ossitoni.
È sottoelencata la declinazione di entrambi i sostantivi:
|            | Singolare       | Duale             | Plurale           |
| ---------- | --------------- | ----------------- | ----------------- |
| Nominativo | ὁ νοῦς (νόος)   | τὼ νώ (νόω)       | οἱ νοῖ (νόοι)     |
| Genitivo   | τοῦ νοῦ (νόου)  | τοῖν νοῖν (νόοιν) | τῶν νῶν (νόων)    |
| Dativo     | τῷ νῷ (νόῳ)     | τοῖν νοῖν (νόοιν) | τοῖς νοῖς (νόοις) |
| Accusativo | τὸν νοῦν (νόον) | τὼ νώ (νόω)       | τoὺς νοῦς (νόους) |
| Vocativo   | ὦ νοῦ (νόε)     | ὦ νώ (νόω)        | ὦ νοῖ (νόοι)      |

|            | Singolare          | Duale                 | Plurale               |
| ---------- | ------------------ | --------------------- | --------------------- |
| Nominativo | τὸ ὀστοῦν (ὀστέον) | τὼ ὀστώ (ὀστέω)       | τὰ ὀστᾶ (ὀστέα)       |
| Genitivo   | τοῦ ὀστοῦ (ὀστέου) | τοῖν ὀστοῖν (ὀστέοιν) | τῶν ὀστῶν (ὀστέων)    |
| Dativo     | τῷ ὀστῷ (ὀστέῳ)    | τοῖν ὀστοῖν (ὀστέοιν) | τοῖς ὀστοῖς (ὀστέοις) |
| Accusativo | τὸ ὀστοῦν (ὀστέον) | τὼ ὀστώ (ὀστέω)       | τὰς ὀστᾶ (ὀστέα)      |
| Vocativo   | ὦ ὀστοῦν (ὀστέον)  | ὦ ὀστώ (ὀστέω)        | ὦ ὀστᾶ (ὀστέα)        |